# Ar Men
Ar Men (bretonisch der Felsen) ist der Name eines zwischen 1867 und 1881 erbauten Leuchtturms im Atlantischen Ozean nahe der westlichen Küste der Bretagne, der den Eingang der Sein-Passage markiert.

## Beschreibung
Aufgrund seiner isolierten Lage weit im Atlantik und der schwierigen Arbeitsbedingungen, gepaart mit einer teilweise über Wochen nicht möglichen Evakuierung der Turmbesatzung, wurde er auch als „Hölle der Höllen“ bezeichnet. Die Arbeiten zum Bau des Ar Men stellten sich als äußerst kompliziert dar, da das gerade Geschaffene oftmals nach kurzer Zeit vom starken Wellengang zerstört wurde. Die Arbeiten dauerten deshalb mit 14 Jahren ungewöhnlich lange. Er ist einer der letzten Leuchttürme, die während des ersten französischen Seesignalisierungsplans  nach den Plänen des Architekten Léonce Reynaud (1803–1880) errichtet wurden.
Der Leuchtturm ist 33,5 m hoch, seine Feuerhöhe beträgt  29 m. Seit dem 10. April 1990 besteht sein Signal aus drei weißen Blitzen alle 20 Sekunden, begleitet von drei Tönen alle 60 Sekunden.
Von 1897 an wurde die Befeuerung mittels Öl durchgeführt. 1903 erfolgte die Umstellung auf Öldampf und 1988 wurde auf elektrischen Strom umgerüstet.
1990 wurde der Turm automatisiert und ist seither nicht mehr bewohnt. 
Der Leuchtturm ist wiederholt Gegenstand in der Literatur, so in dem 2010 auch auf Deutsch erschienenen Erfahrungsbericht des Bretonen Jean-Pierre Abraham, der zu Beginn der 1960er Jahre für drei Jahre hier lebte. Im Jahr 2018 erschien bei dem deutschen Comicbuchverlag Splitter ein gleichnamiger Graphic Novel aus der Feder des französischen Zeichners Emmanuel Lepage. In diesem Band werden ausführlich die Schwierigkeiten beim Bau des Ar-Men beleuchtet sowie Sagen aus der bretonischen Mythologie mit eingebaut.

## Philatelie
- In philatelistischer Würdigung des Leuchtturms gab die  französische Post mit Ausgabejahr 2007 eine Briefmarke  im Wert von 0,54 Euro[2], und 2019 im Wert von Lettre prioritaire[3] heraus.